# Oasskogsjuvel
Oasskogsjuvel (Rhodopis vesper) är en fågel i familjen kolibrier.

## Utseende
Oasskogsjuvelen är en liten kolibri. Den känns bäst igen på en kombination av rätt lång och böjd näbb och ljust rostfärgad övergump. Fågeln är också tydligt större än andra ytligt lika arter i dess utbredningsområde, som långstjärtad skogsjuvel. Hanen är magentaröd på strupen, honan färglöst vitaktig under med sotigare sidor. 

## Utbredning och systematik
Oasskogsjuvel är den enda i släktet Rhodopis. Den delas in i tre underarter med följande utbredning:
- Rhodopis vesper vesper – torra västra Peru och nordligaste Chile (Tacna och Tarapacá)
- Rhodopis vesper koepckeae – torra nordvästra Peru (Cerro Illescas i sydvästra Piura)
- Rhodopis vesper atacamensis – torra norra Chile (Atacama)

## Levnadssätt
Oasskogsjuvelen hittas i ökenartade låglänta områden och förberg. Den påträffas i trädgårdar, jordbruksbygd med tillgång på blommande växter samt i ursprungliga buskmarker.

## Status
Arten har ett stort utbredningsområde och beståndet anses stabilt. Internationella naturvårdsunionen IUCN listar den därför som livskraftig (LC).